# Списак насеља у Словенији
Списак насеља у Словенији је списак свих службених насеља у Републици Словенији. Дана 1. јануара 2024. Словенија је имала 6.035 насељених места.
Статистички завод Републике Словеније дефинише насеље као заобљен простор са најмање десет објеката.
Насеља: А • Б • В • Г • Д • Е • Ж • З • И • Ј • К • Л • Љ • М • Н • Њ • О • П • Р • С • Т • У • Ф • Х • Ц • Ч • Ш